# (4522) Britastra
(4522) Britastra est un astéroïde de la ceinture principale.

## Description
(4522) Britastra est un astéroïde de la ceinture principale. Il fut découvert le 22 janvier 1980 à la station Anderson Mesa par Edward L. G. Bowell. Il présente une orbite caractérisée par un demi-grand axe de 2,67 UA, une excentricité de 0,20 et une inclinaison de 12,5° par rapport à l'écliptique.

## Compléments